# Don Stephen Senanayake
Pour les articles homonymes, voir Senanayake.
Don Stephen Senanayake (en singhalais : දොන් ස්ටීවන් සේනානායක), né le 20 octobre 1884 à Botale et mort le 22 mars 1952 à Colombo, est un homme d'État srilankais. Il est le premier Premier ministre de Ceylan (aujourd'hui le Sri Lanka) de 1947 à 1952.

## Biographie

### Jeunesse
Il est né dans le village de Botale, près de Negombo. Il est le fils d'un Mudaliyar (notable), Don Spater Senanayake, et de son épouse Dona Catherina Elizabeth Perera Gunasekera. Élevé dans une famille bouddhiste pieuse, il entre au S. Thomas' College, la prestigieuse école anglicane de Mount Lavinia à Colombo. Il n'est pas un excellent étudiant, mais l'éducation qu'il y reçoit dans les sections Buck, puis Stone, renforcera les qualités dont il fera preuve par la suite.

### Débuts en politique
Les trois frères Senanayake - Don Charles, Fredrick Richard et D.S. - s'engagent en politique. D.S. et D.C. deviennent des membres importants du Lanka Mahajana Sabha. Fredrick Richard et D.C. financent et aident constamment l'Association des jeunes hommes bouddhistes (YMBA). Fredrick Richard meurt lors d'un pèlerinage à Bodhgayâ le 1er janvier 1926, et D.C., homme de l'ombre, ne souhaite pas le remplacer comme figure publique. Cette responsabilité échoit donc à Don Stephen. Il travaille alors au département cartographique national, poste qu'il quitte pour devenir surintendant des plantations de son père. Au début de la Première Guerre mondiale, il s'engage dans la Colombo Town Guard, ce qui ne l'empêche pas de faire partie des responsables cinghalais emprisonnés par les Britanniques en 1915 après les émeutes inter-ethniques de Colombo.

### Lutte pour l'indépendance
Senanayake joue un rôle actif dans le mouvement pour l'indépendance du pays, d'abord comme soutien de son frère Fredrick Richard. Après la mort de celui-ci, il le remplace au Conseil législatif et prend la tête du mouvement. En 1931, il est élu au tout nouveau Conseil législatif de Ceylan. Devenu ministre de l'agriculture, il mène une politique agricole efficace, créant le LDO, un programme destiné à remédier au problème du riz. Ce résultat lui vaut le respect, et il demeure ministre pendant quinze ans. Il applique aussi un programme de modernisation de l'agriculture destiné à augmenter la production. Pendant la Seconde Guerre mondiale, il est membre du cabinet de guerre de Ceylan.
Il démissionne en 1946 de son poste pour lutter pour l'indépendance. Il fonde cette année-là le Parti national uni, en rassemblant trois partis pro-dominion de droite. 

### Premier ministre
Le 24 septembre 1947, il est élu Premier ministre de Ceylan à l'issue des élections générales. Il négocie ensuite l'indépendance qui est officiellement proclamée le 4 février 1948. Il refuse d'être anobli, mais conserve de bonnes relations avec le Royaume-Uni et est membre du Conseil privé britannique. Il lance des plans audacieux pour mieux répartir la population comme le programme pour la Gal Oya qui amène le déplacement de plus de 250 000 personnes.

### Décès

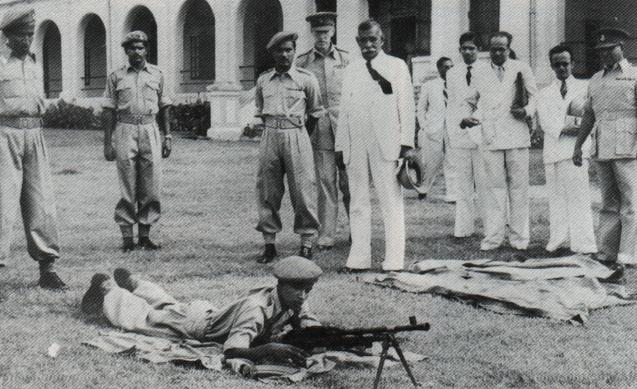
D.S.Senanayake visite le 1er bataillon d'infanterie légère de Ceylan à Colombo (date inconnue).

Il a aussi des plans pour développer l'énergie hydroélectrique, mais il est frappé d'un accident vasculaire cérébral le matin du 22 mars 1952, alors qu'il chevauche une jument de la police, Chitra, sur Galle Face, au bord de l'océan. Il avait 67 ans.

## Héritage politique
D.S Senanayake est respecté par les Cinghalais et par certains Maures sri-lankais, mais les Tamouls n'apprécièrent pas ses lois sur la citoyenneté, qui la retirait virtuellement à tous les Tamouls d'origine indienne récente. Ses politiques agricoles et pro-occidentales ont été critiquées pour leur aspect moderniste et non-traditionnel. Sous la direction de sa famille, l'économie du Sri Lanka s'épanouit, et D.S. Senanayake est encore connu comme « le Père du Sri Lanka ».

## Famille
De son épouse Molly Dunuwila, D.S Senanayake a deux fils, Dudley Shelton Senanayake (19 juin 1911 - 13 avril 1973) et Robert Parakrama Senanayake (8 avril 1913 - 26 avril 1986). L'aîné, Dudley Shelton, lui succède comme premier ministre en 1952, suivi par un autre parent, Sir John Kotelawala (1897—1980) en 1953. 
Cette dynastie perd le pouvoir en 1956 par la large victoire de Solomon Bandaranaike, qui faisait campagne sous le slogan « Cinghalais seulement ». Dudley Senanayake redevient Premier ministre brièvement en 1960, et à nouveau de 1965 à 1970. 
Un des petits-enfants de Don Stephen, Rukman Senanayake, est un ancien ministre, ancien président du Parti national uni et membre du Parlement.

## Distinctions
- Héros national du Sri Lanka dans la catégorie Héros de l'indépendance

## Hommage
- Une statue de Don Stephen Senanayake est érigée au sommet de l'Independence Memorial Hall, à Colombo.